# Hannogne-Saint-Rémy
Hannogne-Saint-Rémy är en kommun i departementet Ardennes i regionen Grand Est (tidigare regionen Champagne-Ardenne) i nordöstra Frankrike. Kommunen ligger  i kantonen Château-Porcien som ligger i arrondissementet Rethel. År 2022 hade Hannogne-Saint-Rémy 111 invånare.

## Befolkningsutveckling
Antalet invånare i kommunen Hannogne-Saint-Rémy
Referens: INSEE